# 武内則男
武内 則男（たけうち のりお、1958年9月8日 - ）は、日本の政治家。立憲民主党所属の元衆議院議員（1期）。
参議院議員（1期）、参議院厚生労働委員長、立憲民主党国会対策委員長代理、立憲民主党高知県連代表、高知市議会議員（1期）等を務めた。

## 来歴
高知県幡多郡三原村生まれ。1977年、高知県立高知工業高等学校土木科を卒業し、高知市役所に入職。
2003年、高知市議会議員に初当選した。2007年、第21回参議院議員通常選挙に民主党公認で高知県選挙区（定数1）から出馬し、自由民主党現職の田村公平を破り当選した。当選後は旧日本社会党系の新政局懇談会に所属した。
2012年、参議院厚生労働委員長に就任した。2013年の第23回参議院議員通常選挙では、再選を目指して高知県選挙区から出馬したが、自民党新人の高野光二郎に9万票差、日本共産党新人の候補を下回る得票数で惨敗した。
2017年の第48回衆議院議員総選挙に、立憲民主党公認で比例四国ブロックから出馬し、当選した。2018年3月18日、立憲民主党高知県連が設立され、県連代表に就任した。6月11日には兼任で徳島県連の代表にも就任した。
2020年7月6日、次期衆議院議員選挙で立憲民主党公認で高知1区からの出馬が決定した。同年8月24日、旧立憲民主党と旧国民民主党は、2つの無所属グループを加えた形で合流新党を結成することで合意した。同年9月10日に行われた新「立憲民主党」の代表選挙では枝野幸男の推薦人に名を連ねた。
2021年10月31日の第49回衆議院議員総選挙では、自民前職の中谷元に大差を付けられ、比例復活もかなわず落選した。
2024年10月27日の第50回衆議院議員総選挙でも中谷に大差で敗れ、比例復活もかなわず落選した。

## 政策・主張
- 第9条を含む日本国憲法の改正に反対[17]。
- 憲法への緊急事態条項の創設に反対[17]。
- アベノミクスを評価しない[17]。
- 日本の原子力発電について「当面は必要だが、将来的には廃止すべき」としている[17]。
- カジノの解禁に反対[1][17]。
- 日本の核武装について「将来にわたって検討すべきでない」としており、非核三原則の「持ち込ませず」の部分についても「議論する必要はない」としている[17]。
- 女性宮家の創設に賛成[17]。
- LGBT差別解消、性暴力被害者を守る支援センターの設立、選択的夫婦別姓の実現、国政選挙へのクオータ制の導入[1]。
- 共謀罪（テロ等準備罪）の廃止[1]。

## 所属団体・議員連盟
- 原発ゼロの会
- 立憲フォーラム（呼びかけ人）
- 在日韓国人をはじめとする永住外国人住民の法的地位向上を推進する議員連盟
- インクルーシブ教育を推進する議員連盟（事務局次長）

## 選挙歴
| 当落 | 選挙                     | 執行日         | 年齢 | 選挙区           | 政党         | 得票数     | 得票率 | 定数 | 得票順位 /候補者数 | 政党内比例順位 /政党当選者数 |
| ---- | ------------------------ | -------------- | ---- | ---------------- | ------------ | ---------- | ------ | ---- | ------------------ | ---------------------------- |
| 当   | 2003年高知市議会議員選挙 | 2003年4月27日  | 44   | ーー             | 無所属       | 2180票     | ーー   | 40   | 30/49              | /                            |
| 当   | 第21回参議院議員通常選挙 | 2007年07月29日 | 48   | 高知県選挙区     | 民主党       | 16万6220票 | 44.69% | 1    | 1/3                | /                            |
| 落   | 第23回参議院議員通常選挙 | 2013年07月21日 | 54   | 高知県選挙区     | 民主党       | 6万5236票  | 21.59% | 1    | 3/4                | /                            |
| 落   | 第47回衆議院議員総選挙   | 2014年12月14日 | 56   | 高知県第2区      | 民主党       | 4万2562票  | 27.24% | 1    | 2/3                | 5/1                          |
| 当   | 第48回衆議院議員総選挙   | 2017年10月22日 | 59   | 比例四国ブロック | 旧立憲民主党 | ーー票     | ーー   | 6    | /                  | 1/1                          |
| 落   | 第49回衆議院議員総選挙   | 2021年10月31日 | 63   | 高知県第1区      | 立憲民主党   | 5万33票    | 30.70% | 1    | 2/4                | 4/1                          |
| 落   | 第50回衆議院議員総選挙   | 2024年10月27日 | 66   | 高知県第1区      | 立憲民主党   | 5万5750票  | 38.49% | 1    | 2/2                | 2/1                          |